# Campala (distrito)
Distrito de Campala é um distrito no Uganda que é contíguo à cidade de Campala capital do país. O distrito é nomeado após a cidade. A principal língua falada é Luganda. No entanto muitas outras línguas são faladas, incluindo: inglês, suaíli, ancolé/rukiga, acholi e lusoga.

## Localização
O distrito de Campala está dentro do Reino de Buganda, na Região Central de Uganda. O distrito faz fronteira com  o distrito Wakiso ao sul, a oeste e ao norte, e com a cidade de Kira a leste. As coordenadas do distrito são: 00 19N, 32 35E.

## Demografia
De acordo com o censo nacional de dados de 2002, o distrito de Campala tinha uma população de aproximadamente 1.189.100. O Bureau de Estatísticas do Uganda estimou a população de Campala em 1.597.900 em 2010. Em 2011, a população da cidade é estimada em cerca de 1.659.600.

## Unidades administrativas
o Distrito de Campala é dividido em cinco (5) divisões administrativas:
- Divisão Central de Campala
- Kawempe (divisão)
- Nakawa (divisão)
- Makindye (divisão)
- Lubaga (divisão)

Cada divisão administrativa é administrada independentemente por autoridades eleitos localmente que se reportam ao Conselho Municipal de Administração chefiado por um eleito Lord Mayor. O atual prefeito de Campala é Al Hajj Erias Lukwago.